# Lithocarpus lauterbachii
Lithocarpus lauterbachii là một loài thực vật có hoa trong họ Cử. Loài này được (Seemen) Markgr mô tả khoa học đầu tiên năm 1924.